# Recinto amurallado de Altura
El recinto amurallado de Altura o murallas de Altura, en la población del mismo nombre, comarca del Alto Palancia, provincia de Castellón, es un monumento catalogado como Bien de Interés Cultural, según consta en la Dirección General de Patrimonio Cultural de la Generalidad Valenciana, Presenta anotación ministerial número R-I-51-0011350 y fecha de anotación 15 de abril de 2005.

## Descripción historicoartística
Pese a que la zona de Altura ha estado habitada desde la edad de Bronce, no hay evidencias claras de un establecimiento urbano hasta entrado el siglo XIII. Hay documentación de la donación realizada por el rey Jaime I de Aragón, a don Pedro Ferrnández de Azagra, el 2 de agosto de 1237, de los castillo y villas de Chelva y Altura, entre otras cosas.
Por su parte, respecto a la historia del recinto amurallado, no se han realizado todavía estudios que permitan datar su construcción, ni saber realmente nada concreto de su perímetro y características, desconociéndose por ejemplo el número de torres que poseía o la existencia de foso. Hoy en día ha sido adsorbido por un caserío existente, pese a lo cual, por la topografía del terreno, resulta reconocible el parcelario y dos portales, uno llamado el de las Parras, y el de Clemente Serrano, conocido como “el Portalico”, el cual posee un arco de medio punto de sillería, y es considerado como una de las atracciones de la población; constituyendo la puerta de acceso al recinto que daba al camino de Aragón, así como al camino viejo de Altura-Segorbe, que confluye a él. Hace poco desapareció otra puerta que daba a la plaza Era Lozano, y se cree debió haber otro acceso en la calle Portillo.